# Uloma excise
Uloma excise – gatunek chrząszcza z rodziny czarnuchowatych i podrodziny Tenebrioninae.
Gatunek ten opisany został po raz pierwszy w 1913 roku przez Hansa Gebiena.
Chrząszcz o owalnym w zarysie, wypukłym ciele długości od 14 do 16 mm i szerokości około 5 mm. Ubarwienie ma rudobrązowe. Głowa ma lekko falisty przedni brzeg nadustka, owalne i wyłupiaste oczy i nitkowate czułki o członach od czwartego do dziewiątego z nieco spiczasto wyciągniętymi krawędziami wierzchołkowymi. Przedplecze jest poprzeczne, o przedniej krawędzi mocno obrzeżonej, a bocznych krawędziach zaokrąglonych i silnie obrzeżonych. Na podługowatej tarczce występują nieliczne, bardzo drobne punkty. Pokrywy są odwrotnie jajowate, o punktowanych rzędach i wypukłych międzyrzędach.
Owad orientalny, endemiczny dla Malezji i Borneo, znany tylko ze stanu Sabah.